# Liste der Monuments historiques in Trigny
Die Liste der Monuments historiques in Trigny führt die Monuments historiques in der französischen Gemeinde Trigny auf.

## Liste der Objekte
| Bezeichnung                             | Beschreibung                                                  | Standort                           | Kennzeichnung | Schutzstatus            | Datum       | Bild |
| --------------------------------------- | ------------------------------------------------------------- | ---------------------------------- | ------------- | ----------------------- | ----------- | ---- |
| Gemälde Christi Geburt                  | Ölfarbe auf Leinwand, um 1785 von Nicolas Perseval            | in der Kirche St-Théodulphe (Lage) | PM51001674    | Classé gelöscht Inscrit | ? 1959 1998 |      |
| Skulptur Heiliger Sebastian             | Holz, 17. Jahrhundert                                         | in der Kirche St-Théodulphe (Lage) | PM51001979    | Inscrit                 | 1998        |      |
| Gemälde Auferstehung                    | Ölfarbe auf Leinwand, um 1786 von Nicolas Perseval            | in der Kirche St-Théodulphe (Lage) | PM51001675    | Classé gelöscht Inscrit | ? 1959 1998 |      |
| Skulptur Madonna mit Kind               | Holz, farbig gefasst, 17. Jahrhundert                         | in der Kirche St-Théodulphe (Lage) | PM51001117    | Classé                  | 1908        |      |
| Skulptur Heiliger Josef mit Jesusknaben | Holz, farbig gefasst, 17. Jahrhundert                         | in der Kirche St-Théodulphe (Lage) | PM51001673    | Classé gelöscht         | ? 1959      |      |
| Gemälde Kreuzabnahme                    | Ölfarbe auf Leinwand, um 1788, Nicolas Perseval zugeschrieben | in der Kirche St-Théodulphe (Lage) | PM51001118    | Classé                  | 1908        |      |
| Zwei Leuchterengel                      | Holz, 16. Jahrhundert                                         | in der Kirche St-Théodulphe (Lage) | PM51001977    | Inscrit                 | 1989        |      |
| Gemälde Grablegung                      | Ölfarbe auf Holz, 16. Jahrhundert                             | in der Kirche St-Théodulphe (Lage) | PM51001116    | Classé                  | 1908        |      |
| Gemälde Predigt des Täufers             | Ölfarbe auf Leinwand, 16. Jahrhundert                         | in der Kirche St-Théodulphe (Lage) | PM51001672    | Classé gelöscht         | ? 1959      |      |
| Kruzifix                                | Holz, 17. Jahrhundert                                         | in der Kirche St-Théodulphe (Lage) | PM51001978    | Inscrit                 | 1989        |      |